# Огу (народ)
Народ огу, иногда называемый народом эгун, представляет собой этническую группу, проживающую, в основном, в Лагосе и штате Огун в юго-западной части Нигерии.
Язык народа огу имеет различные диалекты, включая тхеви, ксвела, сету и толи, и они также составляют около 15 % коренного населения штата Лагос.

## Происхождение
Огу были поселенцами в Дагомее (в настоящее время — Республика Бенин). Устные предания гласят, что народ огу является потомками тех, кто мигрировал из Уиды, Аллады и Веме, в настоящее время — части Республики Бенин, в результате Дагомейских войн (первая, 1890, и вторая, 1892—1894). По словам историка Месаваку; народ огу мигрировал в Бадагри ещё в XV веке как более безопасные районы.

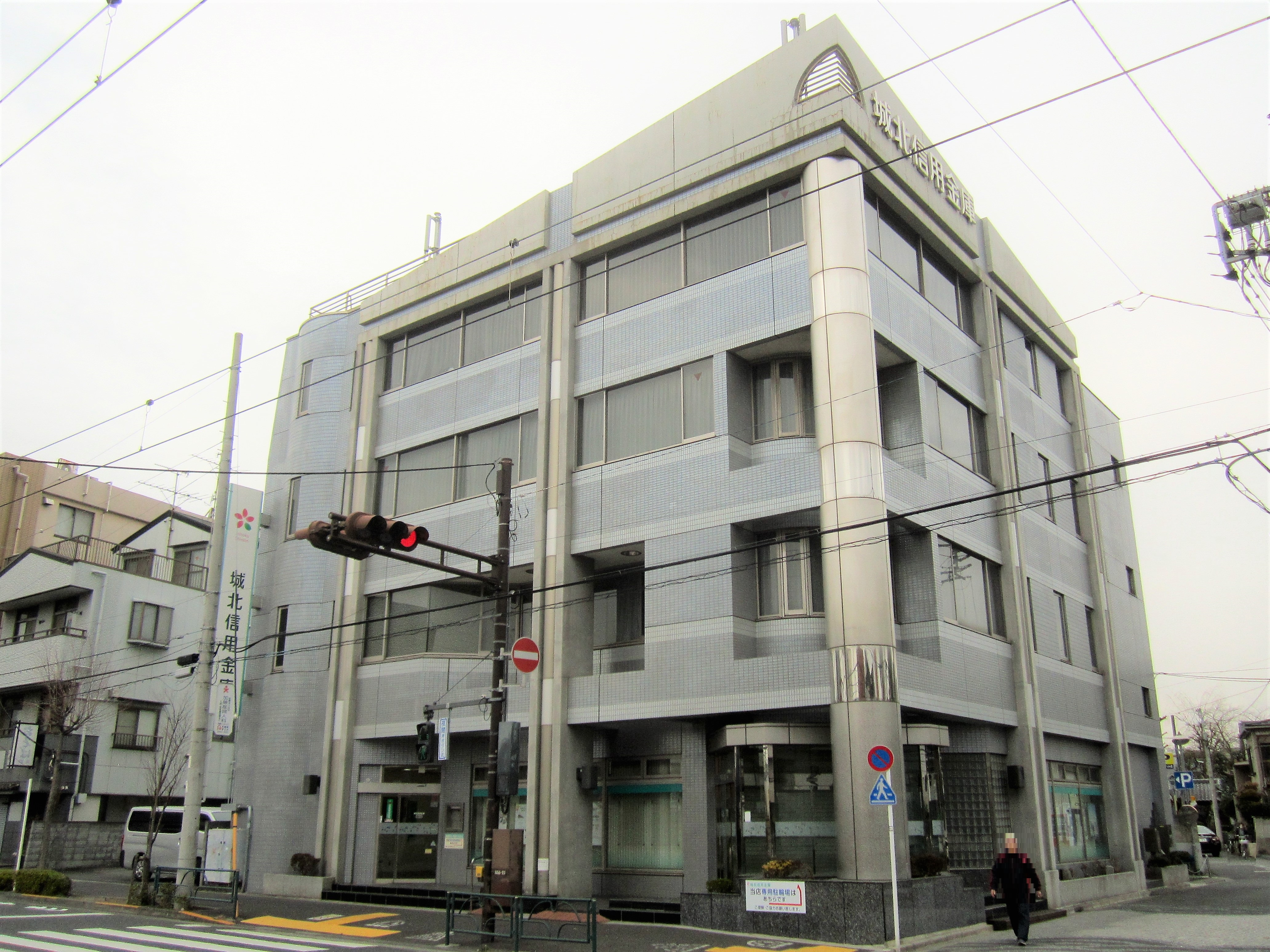
Район проживания огу

Народ огу проживает в Бадагри, а также в районе Йева и Ипокиа штата Огун и в некоторых других частях Республики Бенин. Поскольку окружающая огу природа богата водными ресурсами, большинство представителей огу занимается рыболовством. Кроме того, распространена переработка кокосов и солеварение, а также занятия торговлей и сельским хозяйством. Огу твердо придерживаются своих традиционных верований, несмотря на то, что большинство из них являются последователями других религий. Они поклоняются божеству по имени Зангбето.
Люди огу имеют сходство с народом йоруба из-за того, что в XVII—XVIII веках Дагомея находилась под властью Империи Ойо, что установило крепкие отношения между обоими народами.